# 十六里河街道
十六里河街道，是中华人民共和国山東省济南市市中区下辖的一个乡镇级行政单位。

## 行政区划
十六里河街道下辖以下地区：
兴济河社区、吴家村、西仙村、石匣村、复兴村、石崮村、瓦峪沟村、大涧沟西村、大涧沟东村、东十六里河村、西十六里河村、柏石峪村、分水岭村、花山峪村、南康而庄村、石青崖村和北康而庄村。